# 4-nitrofenolo
Il 4-nitrofenolo (o p-nitrofenolo) è un derivato del fenolo avente formula condensata O2N−C6H4−OH, dove il gruppo nitro (NO2) è in posizione opposta (posizione para) rispetto al gruppo ossidrilico ed è un isomero strutturale dei tre (mono)nitrofenoli. È un composto nocivo.
A temperatura ambiente si presenta come un solido cristallino incolore o giallo chiaro, pressoché inodore, dal sapore inizialmente dolce, ma con retrogusto bruciante. È solubile in acqua dove si comporta da acido debole (pKa = 7,1), ma molto più forte del fenolo (pKa = 9,95), a causa dell'effetto elettronattrattore per risonanza del gruppo nitro.